# شاپیرو ۳۸۳۲
سیارک ۳۸۳۲ (به انگلیسی: 3832 Shapiro، نامگذاری:1981QJ) سه هزار و هشتصد و سی و دومین سیارک کشف شده‌است که در ۳۰ اوت ۱۹۸۱ کشف شد.
قدر مطلق سیارک برابر ۱۲٫۵۰ است.